# Morups tånge
Morups tånge este o arie protejată (arie specială de conservare — SAC, sit de importanță comunitară — SCI, arie de protecție specială avifaunistică — SPA) din Suedia întinsă pe o suprafață de 207,4 ha, integral pe uscat.

## Localizare
Centrul sitului Morups tånge este situat la coordonatele 56°55′14″N 12°21′54″E / 56.9206°N 12.3651°E.

## Înființare
Situl Morups tånge a fost declarat arie de protecție specială avifaunistică în martie 1996 pentru a proteja 6 specii de animale. Alte tipuri de protecție:
- sit de importanță comunitară (în ianuarie 1997)
- arie specială de conservare (în martie 2011)[1][3][4]

## Biodiversitate
Situată în ecoregiunile continentală și marină Atlantică, aria protejată conține 8 habitate naturale: Salicornia și alte specii anuale care populează regiunile mlăștinoase și nisipoase, Faleze cu vegetație de pe coastele atlantice și baltice, Pășuni atlantice udate de apa mării (Glauco-Puccinellietalia maritimae), Terase mlăștinoase și terase nisipoase neacoperite de apă la reflux, Recifuri, Vegetație anuală la limita mareei, Vegetație perenă pe țărmurile stâncoase, Dune mobile de-a lungul țărmului cu Ammophila arenaria („dune albe”).
La baza desemnării sitului se află mai multe specii protejate de  păsări (6): sitar de mal nordic (Limosa lapponica), bătăuș (Philomachus pugnax), ploier auriu (Pluvialis apricaria), ciocântors (Recurvirostra avosetta), chiră mică (Sterna albifrons), Sterna paradisaea.